# Alouatta juara
Alouatta juara  (лат.) — примат из семейства паукообразных обезьян.

## Описание
Взрослые приматы обоего пола имеют хорошо развитую бороду, тёмно-красную, в середине чёрную. Шерсть красновато-рыжая, без налёта. Вокруг головы окрас от тёмно-красного до желтовато-красного или золотистого. Середина спины золотистая, ступни и кисти рук темнее, чем тело. Основание хвоста красновато-коричневое, ближе к кончику хвост становится золотистым. ..

## Распространение
Встречается в западной части амазонского дождевого леса в бразильских штатах Акри и Амазонас. Небольшая популяция существует также и на западе Перу..

## Статус популяции
Международный союз охраны природы присвоил этому виду охранный статус «Вызывает наименьшие опасения» (англ. Least concern). Представители вида встречаются в удалённой части Амазонии, при этом серьёзных угроз популяции не выявлено.